# Lars Herlow
Lars Herlow (født 25. september 1972) er en dansk entertainer, konferencier og tv-vært.
Han har siden 1998 været den ene halvdel af duoen "Klassens Tykke Dreng" (den anden halvdel af duoen er Morten Brix).
"Klassens Tykke Dreng" er et show, en blanding af stand-up og sang/musik, som de har optrådt med ved over 2.500 arrangementer. Klassens Tykke Dreng optræder stadig hyppigt med op mod 100 engagementer om året, primært firmafester og festivaler.
Desuden har Lars Herlow været konferencier og vært på mange shows & arrangementer, heriblandt en del forskellige tv-transmitterede prisoverrækkelser,  bl.a. "Danish Dance Awards", "Auto Awards (2015-2018).
I år 2013 sang han en række "Elvis Presley - Las Vegas Style" lørdags koncerter på Plænen i Tivoli sammen med parkens big band.
Herlow var vært for Lykkehjulet (TV2) i den sidste sæson, 2001.
Han har ligeledes medvirket i en række andre tv-programmer, bl.a. Pyrus i Alletiders Eventyr (2000), Langt fra Las Vegas (2002), Hit med Sangen, GO' Morgen Danmark, Go' Aften Danmark, Plan 2000, Robinson Ekspeditionen og Klassens Tykke Dreng (DR1 og DR2) (2000), Snurre Snups Søndags klub, Venner For Livet og Valentines Day.